# The Zombies
The Zombies sono un gruppo musicale rock britannico degli anni sessanta, fra i più importanti della scena beat.
 Benché in grado di raggiungere più volte le vette delle classifiche inglesi ed americane, oggigiorno risultano perlopiù sconosciuti al grande pubblico. Al pari dei più famosi The Beatles e The Beach Boys - ma anche del gruppo coevo dei The Tremeloes - hanno caratterizzato buona parte della musica pop dell'epoca del beat.

## Storia del gruppo
Originari di St Albans, Hertfordshire (35 chilometri a nord di Londra), gli Zombies appartengono al fenomeno culturale noto come British Invasion, nato per sfruttare commercialmente il successo ottenuto dai The Beatles negli U.S.A. verso il 1964, a cui si possono accostare gruppi musicali come i The Searchers, Gerry and the Pacemakers, i The Kingsmen.
Musicalmente però gli Zombies si distanziano dai cliché dei gruppi musicali loro contemporanei (ovvero dal Beat, inteso come genere musicale caratterizzato dal forte accento in battere della ritmica, da una certa ruvidità sonora, da un accompagnamento di tipo Rhythm and blues a cui si sovrappongono linee vocali più articolate e melodiche) in quanto possono vantare nel loro organico un talentuoso ed innovativo tastierista, Rod Argent, capace di tessere insieme al bassista Chris White delle armonie musicali decisamente più ricche e raffinate, rispetto alle tipiche cadenze di estrazione blues.
Dopo aver vinto un concorso promosso dalla Decca Records (etichetta famosa, tra l'altro, per aver rifiutato un contratto ai Beatles degli esordi), gli Zombies videro finalmente pubblicato nel 1964 il loro primo singolo She's not there, che divenne un successo mondiale e raggiunse il primo posto nelle classifiche americane dove il tema della canzone, di contenuto amoroso, viene sviluppato dal falsetto - poi rilanciato negli USA dai The Byrds - del cantante Colin Blunstone su un arrangiamento particolarmente cupo ed ossessivo guidato da un ostinato giro di basso.
La parte ritmica fornita essenzialmente dalla batteria metteva in risalto anche il timpano e i tamburi gravi, a cui si univano con fraseggi veloci l'organo di Argent, per pennellare in tal modo una sfumatura esecutiva ed emozionale fino a quel momento non comune nella musica pop.
Nel 2014 diventa la colonna sonora di uno spot della Chanel com protagonista Keira Knightley
Il brano entra nella Grammy Hall of Fame Award 2016.
Singoli successivi furono Leave Me Be (di buona fattura ma di scarso successo) e Tell Her No; quest'ultimo pezzo li proiettò nuovamente tra i Top 10 statunitensi, garantendo loro un'accoglienza folle in stile Beatlemania anche durante delle trionfali tournée in Giappone e nelle Filippine.
Le divergenze di opinioni con la Decca e con il produttore Ken Jones (tipicamente, la produzione cercava di mantenere il gruppo simile nelle sonorità alle sue prime fruttuose realizzazioni musicali, mentre in realtà la sensibilità dei musicisti - siamo all'incirca nel 1966 - si arricchiva di escursioni in territori più barocchi e psichedelici) portò ad un'amichevole separazione nonché ad un nuovo contratto con la CBS, il quale però si rivelò inutile, visto che la band si sciolse nel 1967, dopo aver registrato a proprie spese del materiale per un LP che uscirà "postumo" con il titolo di Odyssey and Oracle (titolo storpiato da un tipografo frettoloso in Odessey and Oracle), registrato ad Abbey Road nel tardo 1967, e pubblicato nel giugno del 1968.
Il pezzo Care of Cell 44 non conquistò i favori del pubblico, ma il singolo Time of the Season divenne un successo nei primi mesi del 1969, quando ormai i componenti della band stavano riorganizzandosi per intraprendere dei nuovi progetti (la band Argent, formata da Rod Argent e Chris White insieme a Russ Ballard) e dei percorsi come solisti (Colin Blunstone); la CBS e altri promotori offrirono notevoli somme di denaro affinché il gruppo si riformasse, ma ormai era troppo tardi.
La base del sovracitato pezzo "Time Of The Season" (percussioni, basso, hammond quant'altro) è stato utilizzato
dalla cantante R&B Melanie Fiona per il suo "Give It To Me Right" (2009), anche se non si può affermare con quanta chiarezza lo abbia fatto.
L'album Odessey and Oracle, ottima summa delle atmosfere inglesi della seconda metà degli anni sessanta, meriterebbe una maggiore e giusta considerazione nella storia della musica pop; è presente una creatività originalissima, temi folk, fughe musicali del tipo prog-rock, fraseggi arabeggianti, progressioni armoniche innovative (il discorso musicale non ha problemi a porsi a livello di Pet Sounds dei The Beach Boys e con Sgt. Pepper dei The Beatles), sonorità ricercate.

## Discografia

### Album

#### Album in studio
- 1965 - Begin Here (UK) / The Zombies (USA)
- 1968 - Odessey and Oracle
- 1991 - New World
- 2000 - R.I.P.
- 2004 - As Far as I Can See...
- 2011 - Breathe Out, Breathe In
- 2015 - Still Got That Hunger
- 2023 - Different Game

#### Raccolte
- 1972 - The Zombies: Time of the Zombies
- 1997 - Zombie Heaven

#### Album dal vivo
- 2003 - Live at the BBC
- 2005 - Live at the Bloomsbury Theatre, London
- 2008 - Odessey and Oracle: 40th Anniversary Live Concert
- 2012 - Live in Concert at Metropolis Studios
- 2013 - Live in the UK

### Singoli
- 1964 - She's Not There/You Make Me Feel Good
- 1964 - Leave Me Be/Woman
- 1965 - Tell Her No/What More Can I Do
- 1965 - She's Coming Home/I Must Move
- 1965 - Whenever You're Ready/I Love You
- 1965 - Is This the Dream/Don't Go Away
- 1966 - Remember You/Just Out of Reach
- 1966 - Indication/How We Were Before
- 1966 - Gotta Get a Hold of Myself/The Way I Feel Inside
- 1967 - Goin' Out of My Head/She Does Everything for Me
- 1967 - Friends of Mine/Beechwood Park
- 1967 - Care of Cell 44 B/Maybe After He's Gone
- 1968 - Time of the Season/I'll Call You Mine
- 1968 - I Love You/The Way I Feel Inside

### EP
- 1965 - The Zombies

## Formazione

### Formazione storica
- Colin Blunstone - voce
- Rod Argent - tastiera
- Paul Atkinson - chitarra
- Chris White - basso, cori
- Hugh Grundy - batteria